# Aubréville
Aubréville je francouzská obec v departementu Meuse v regionu Grand Est. Žije zde 367 obyvatel.

## Poloha obce

### Sousední obce
| Růžice kompasu | Vauquois            | Avocourt   | Montzéville Récicourt | Růžice kompasu |
| Růžice kompasu | Neuvilly-en-Argonne | Sever      |                       | Růžice kompasu |
| Růžice kompasu | Neuvilly-en-Argonne | Aubréville |                       | Růžice kompasu |
| Růžice kompasu | Neuvilly-en-Argonne | Jih        |                       | Růžice kompasu |
| Růžice kompasu | Clermont-en-Argonne |            |                       | Růžice kompasu |